# 试除法
试除法是整数分解演算法中最简单和最容易理解的演算法。首次出現於義大利數學家費波那契出版於1202年的著作。
给定一个待分解的正整數n，试除法是用小于等于{\displaystyle {\sqrt {n}}}的每个素数去试除。如果找到一个数能够整除除尽，这个数就是可分解整数的因數。若n為合數，則试除法一定能够找到n的質因數，因為n最小的質因數不大於其平方根，所以如果这个演算法“失败”，也就证明了n是个素数。
某种意义上说，试除法是个效率非常低的演算法，如果从2开始，一直算到{\displaystyle {\sqrt {n}}}需要
{\displaystyle \pi ({\sqrt {n}})}次试除，这里{\displaystyle \pi (x)}是小于x的素数的个数。这是不包括素性测试的。如果稍做变通——还是不包括素性测试——用小于{\displaystyle {\sqrt {n}}}的奇数去简单的试除，则需要{\displaystyle {{\sqrt {n}} \over 2}}次。这意味着，如果n有大小接近的素因數（例如公钥密码学中用到的），试除法是不太可能实行的。但是，当n有至少一个小因數，试除法可以很快找到这个小因數。值得注意的是，对于随机的n，2是其因數的概率是50％，3是33％，等等，88％的正整数有小于100的因數，91％的正整数有小于1000的因數。